# Lionetto Fabbri
Lionetto Fabbri (* 4. April 1924 in San Frediano; † 9. Dezember 2011 in Florenz) war ein italienischer Dokumentarfilmer.

## Leben
Fabbri drehte seit 1955 in erster Linie Kurzfilme; 1961 erschien seine exotische Dokumentation Malesia magica auf die Leinwände. Es blieb sein einziges abendfüllendes Kino-Werk, da ein 1977 angekündigter (und 1974 fertiggestellter) Mondo-Film Uomo, uomo, uomo wohl nur in Japan erschien.
Fabbris Kurzfilme wurden auf zahlreichen Festivals gezeigt; zwei Mal gewann er den Goldenen Bären bei der Berlinale, 1957 für Gente lontana und kurz darauf für La lunga raccolta.

## Filmografie (Auswahl)
- 1955: Antico mestiere, 10'
- 1955: Lavoro di tondo, 12'
- 1957: La lunga raccolta, 22'
- 1958: Vetro verde, 10'
- 1958: Gente del bosco, 20'
- 1959: I “mammalucchi”, 10'
- 1959: Gente lontana, 21'
- 1961: Malesia magica 90'
- 1964: Paura, 10'
- 1974: Uomo, uomo, uomo, 110'
- 1975: Uomini e balene